# Dubai Desert Classic 2012
De Dubai Desert Classic 2012 - officieel de Omega Dubai Desert Classic 2012 - was een golftoernooi, dat liep van 9 tot en met 12 februari 2012 en werd gespeeld op de Emirates Golf Club in Dubai. Het toernooi maakte deel uit van de Europese PGA Tour 2012 en het totale prijzengeld bedroeg € 1.925.000.
Titelverdediger was Alvaro Quiros die vorig jaar, in 2011, het toernooi won met 11 slagen onder par.

## Verslag

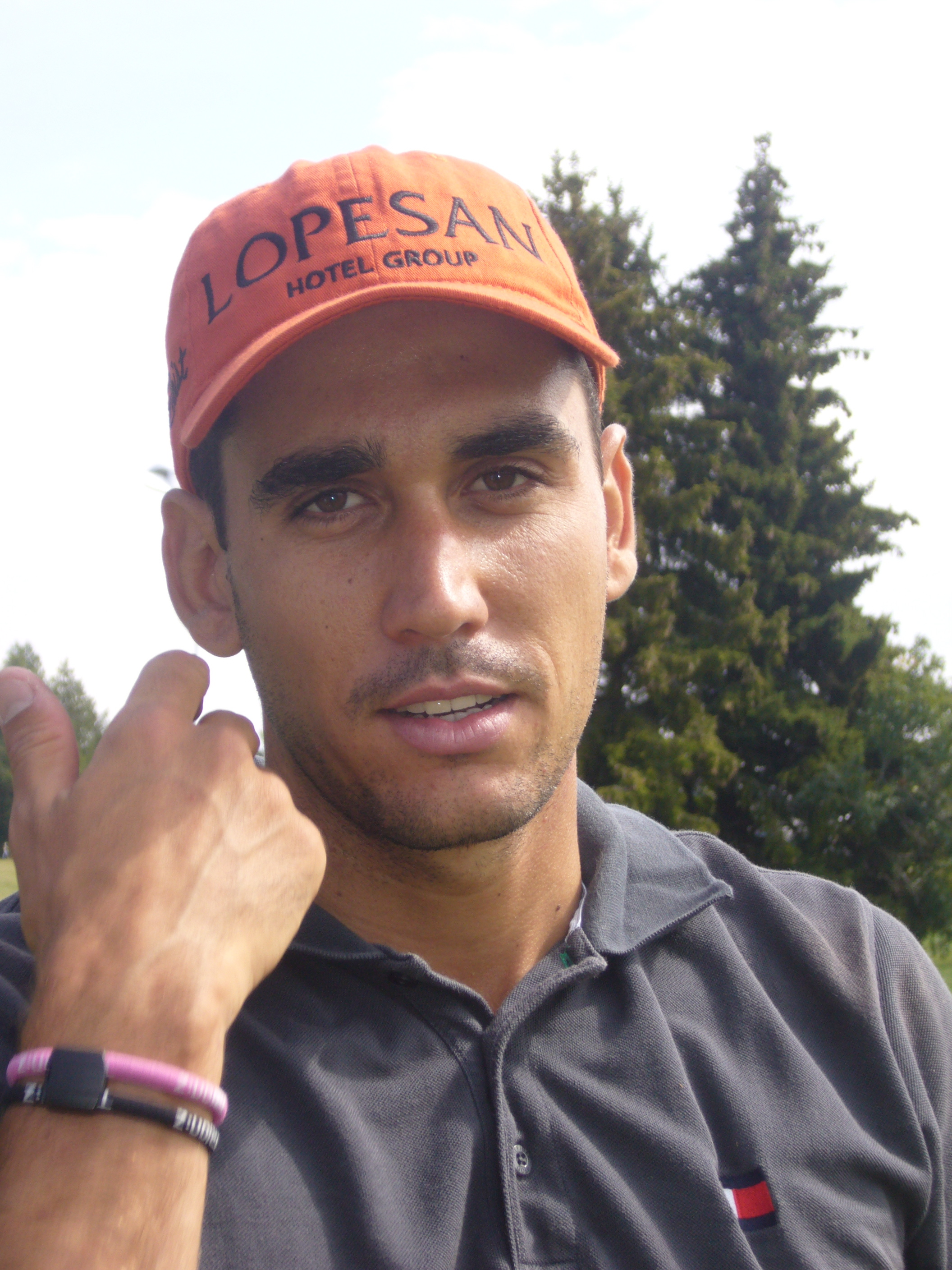
Cabrera Bello
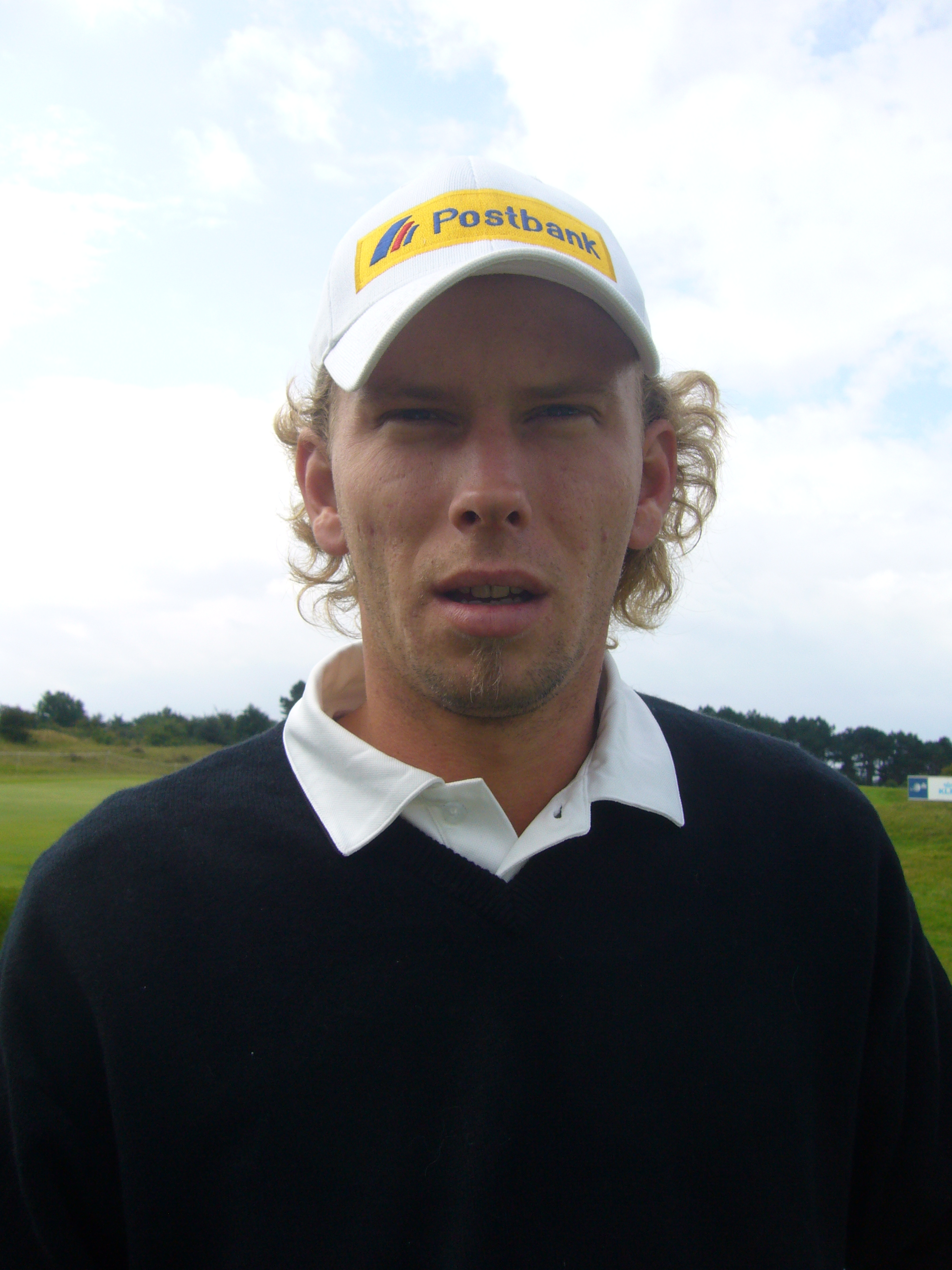
Siem
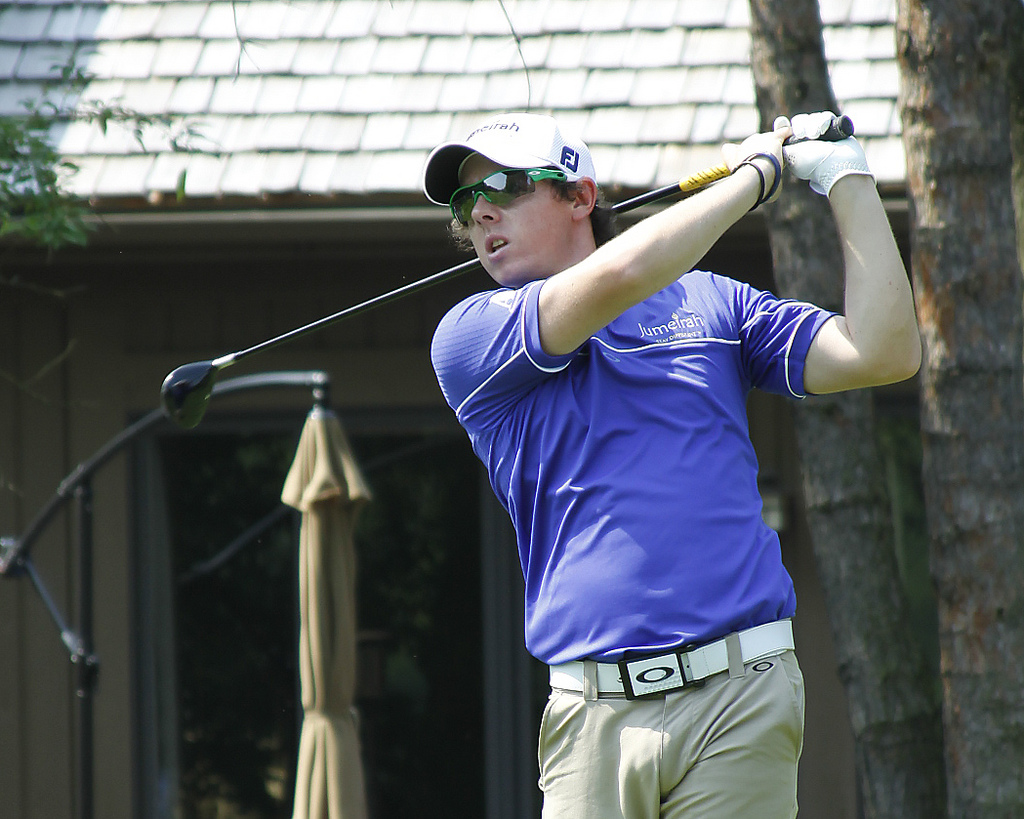
Rory McIlroy
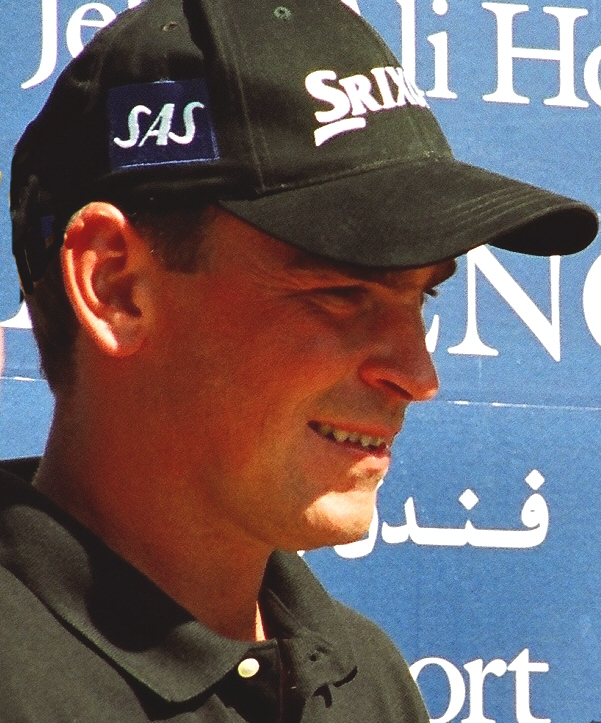
Thomas Bjørn

De par van de baan is 72.
Ronde 1

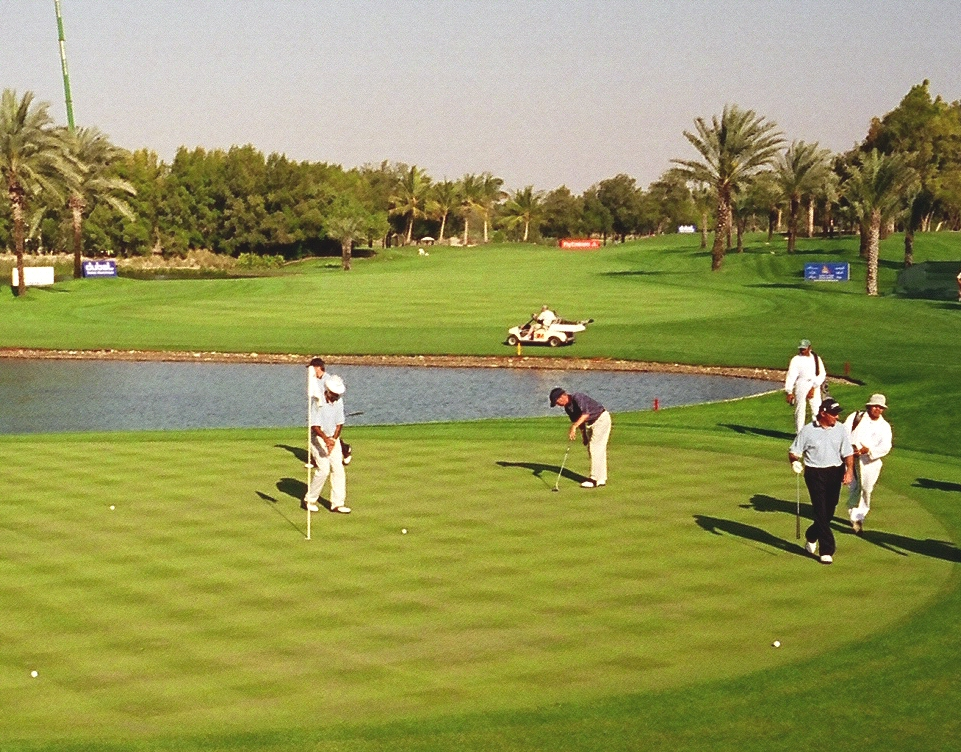
green 18, par 5 met water voor de green

Marcel Siem, als eerste op hole 1 gestart om tien over zeven, maakte op de laatste hole zijn eerste bogey en eindigde met een score van -7. De 27-jarige Rafael Cabrera Bello had op dat moment pas negen holes gespeeld maar hij stond ook op -7.
Joost Luiten werd ingedeeld met Tom Lewis en José María Olazabal, de captain van het Europese Ryder Cup-team. Luiten lijkt kanshebber om in dat team te komen. Hij staat nummer 67 op de wereldranglijst en moet deze week nog iets stijgen om over twee weken aan de WGC - Matchplay 2012 mee te mogen doen. Floris de Vries had een goede ronde en deelt de 35ste plaats onder meer met titelverdediger Alvaro Quiros.
Ronde 2
Thomas Bjørn en Rory McIlroy (nummer 2 op de wereldranglijst) begonnen de ronde op een gedeelde 4de plaats en scoorden in ronde twee -7, waarna de samen aan de leiding gingen. Luiten eindigde op -2 en haalde de cut, Tom Lewis kwam op -4 en Olazabal eindigde op -1. Floris de Vries eindigde met een bogey maar haalde nog net de cut. Derksen lijkt zijn swing te hebben teruggevonden, hij maakte een ronde van 68.
Ronde 3
Er zijn 81 spelers overgebleven voor de laatste twee rondes. Floris de Vries maakte vier birdies en vier bogeys voor 72. Joost Luiten maakte drie birdies voor 69 waardoor hij behoorlijk in het klassement steeg. Lee Westwood, Stephen Gallacher en Marcel Siem deelden na de tweede ronde de 7de plaats en speelden ronde 3 samen. Westwood maakte een ronde van -5 en ging aan de leiding, Gallacher en Siem maakten -4 en kwamen op de tweede plaats naast Rafael Cabrera Bello.
Ronde 4
Floris de Vries eindigde met een dubbel-bogey en een score van 72. Luiten had ook een goed toernooi en eindigde op een gedeelde 33ste plaats. Colsaerts speelt al een aantal weken goed en eindigde nog net in de top-10 met een totaal van -13. Cabrera Bello won het toernooi met een mooie laatste ronde van -4 en een totaal van -18. Luiten is gezakt naar nummer 69 van de OWGR, Colsaerts steeg naar 69 naar 64 en mag meedoen aan de WGC Matchplay.
- Leaderboard

| Naam                 | Score R1 | Score R1 | Nr  | Score R2 | Score R2 | Totaal | Nr  | Score R3 | Score R3 | Totaal | Nr  | Score R4 | Score R4 | Totaal | Nr  |
| -------------------- | -------- | -------- | --- | -------- | -------- | ------ | --- | -------- | -------- | ------ | --- | -------- | -------- | ------ | --- |
| Rafael Cabrera Bello | 63       | -9       | 1   | 69       | -3       | -12    | 3   | 70       | -2       | -14    | T2  | 68       | -4       | -18    | 1   |
| Lee Westwood         | 69       | -3       | T20 | 65       | -7       | -10    | T7  | 67       | -5       | -15    | 1   | 70       | -2       | -17    | T2  |
| Stephen Gallacher    | 69       | -3       | T20 | 65       | -7       | -10    | T7  | 68       | -4       | -14    | T2  | 69       | -3       | -17    | T2  |
| Marcel Siem          | 65       | -7       | T2  | 69       | -3       | -10    | T7  | 68       | -4       | -14    | T2  | 71       | -1       | -15    | 4   |
| Rory McIlroy         | 66       | -6       | T4  | 65       | -7       | -13    | T1  | 72       | par      | -13    | T5  | 71       | -1       | -14    | T5  |
| Scott Jamieson       | 65       | -7       | T2  | 68       | -4       | -11    | T4  | 70       | -2       | -13    | T5  | 71       | -1       | -14    | T5  |
| Joel Sjöholm         | 71       | -1       | T46 | 66       | -6       | -7     | T13 | 66       | -6       | -13    | T5  | 72       | par      | -13    | T9  |
| Nicolas Colsaerts    | 66       | -6       | T4  | 72       | par      | -6     | T17 | 67       | -5       | -11    | 12  | 70       | -2       | -13    | T9  |
| Thomas Bjørn         | 66       | -6       | T4  | 65       | -7       | -13    | T1  | 73       | +1       | -12    | T9  | 71       | -1       | -13    | T9  |
| Martin Kaymer        | 66       | -6       | T4  | 67       | -5       | -11    | T4  | 70       | -2       | -13    | T5  | 74       | +2       | -11    | T13 |
| Joost Luiten         | 69       | -3       | T20 | 73       | +1       | -2     | T53 | 69       | -3       | -5     | T35 | 71       | -1       | -6     | T33 |
| Floris de Vries      | 70       | -2       | T35 | 74       | +1       | -1     | T63 | 72       | par      | -1     | T69 | 72       | par      | -1     | T62 |
| Robert-Jan Derksen   | 77       | +5       | 133 | 68       | -4       | +1     | MC  |          |          |        |     |          |          |        |     |

| Leider |  | Toernooirecord |  | MC = missed cut = cut gemist |

- Cabrera Bello
- Siem
- Rory McIlroy
- Thomas Bjørn

## De spelers
| - Felipe Aguilar - Fredrik Andersson Hed - Thomas Bjørn (2001) - Grégory Bourdy - Gary Boyd - Rafael Cabrera Bello - Michael Campbell - Alejandro Cañizares - SSP Chowrasia - George Coetzee - Robert Coles - Nicolas Colsaerts - Ben Curtis - Rhys Davies - Carlos Del Moral - Robert-Jan Derksen (2003) - Andrew Dodt - Jamie Donaldson - Bradley Dredge - David Drysdale - Victor Dubuisson - Simon Dyson - Johan Edfors - Kenneth Ferrie - Richard Finch - Oliver Fisher - Ross Fisher - Oscar Florén - Mark Foster - Marcus Fraser - Lorenzo Gagli | - Stephen Gallacher - Ignacio Garrido - Jean-Baptiste Gonnet - Ricardo González - Tano Goya - Branden Grace - Richard Green (1997) - Todd Hamilton - Anders Hansen - Søren Hansen - Peter Hanson - Grégory Havret - Peter Hedblom - Michael Hoey - Keith Horne - David Horsey - David Howell (1999) - Thongchai Jaidee - Raphaël Jacquelin - Scott Jamieson - Miguel Jiménez (2010) - Richard S Johnson - Michael Jonzon - Martin Kaymer - Simon Khan - James Kingston - Søren Kjeldsen - Jbe' Kruger - José Manuel Lara - Pablo Larrazábal - Paul Lawrie | - Peter Lawrie - Thomas Levet - Tom Lewis - Shane Lowry - Joost Luiten - David Lynn - Matteo Manassero - Pablo Martin - Gareth Maybin - Richard McEvoy - Rory McIlroy (2009) - Damien McGrane - Shaun Micheel - Colin Montgomerie (1996) - James Morrison - George Murray - Christian Nilsson - Seung-yul Noh - Alexander Norén - José María Olazabal (1998) - Thorbjørn Olesen - Hennie Otto - Phillip Price - Robert Rock - Alvaro Quiros (2011) - Richie Ramsay - Brett Rumford - Marcel Siem - Jeev Milkha Singh - Joel Sjöholm - Lee Slattery | - Henrik Stenson (2007) - Richard Sterne - Graeme Storm - Jaco Van Zyl - Floris de Vries - Anthony Wall - Marc Warren - Romain Wattel - Steve Webster - Lee Westwood - Peter Whiteford - Martin Wiegele - Bernd Wiesberger - Danny Willett - Chris Wood - Fabrizio Zanotti - Matthew Zions Nationale rangorde - Jake Shepherd - Peter Richardson - Sean McNamara - Juvic Pagusan Invitaties - Peter Uihlein - Nicholas Thompson - John Daly - Fred Couples (1995) - Mark O'Meara (2004) - Barry Lane - Ross Bain - Younes El Hassani |